# أليكس غارلاند
ألكسندر ميداوار غارلاند (بالإنجليزية: Alexander Medawar Garland) (ولد في 26 مايو 1970) هو كاتب ومؤلف سيناريو ومخرج إنجليزي. لمع اسمه بعد صدور روايته الشاطئ (The Beach) عام 1996. نال إشادة واسعة لكتابته أفلام المخرج داني بويل بعد 28 يوما (2002) وتتمته بعد 28 عاما (2025)، إضافة إلى ضوء الشمس (فيلم 2007) (2007)، وكذلك لا تدعني أذهب أبدا (2010) ودريد (2012).
في مجال ألعاب الفيديو، شارك في كتابة إنسليفد: أوديسي تو ذا ويست (2010)، وعمل مشرفًا على القصة في دي إم سي ديفل ماي كراي (2013).
دخل غارلاند عالم الإخراج من خلال كتابة وإخراج فيلم الخيال العلمي والإثارة إكس ماكينا (2014)، والذي رُشح عنه لجائزة الأوسكار لأفضل سيناريو أصلي، كما فاز بثلاث جوائز من جوائز الفيلم البريطاني المستقل، وهي: أفضل سيناريو، وأفضل مخرج، وأفضل فيلم بريطاني مستقل.
أما فيلمه الثاني إبادة (2018)، المقتبس عن رواية صدرت عام 2014 بنفس الاسم، فقد لقي استحسانًا نقدياً كبيراً. كتب وأخرج وأنتج غارلاند أيضًا المسلسل القصير ديفس لشبكة FX عام 2020، وتبعه بفيلم الرعب النفسي رجال (2022)، وفيلم الحركة والخيال السياسي حرب أهلية (2024). كما شارك في إخراج فيلم حرب. أُنتجت هذه الأفلام الثلاثة الأخيرة من قبل شركة إيه 24.

## روابط خارجية
- أليكس غارلاند في قاعدة بيانات الأفلام على الإنترنت
- ألكس غارلاند على موسوعة بريتانيكا (بالإنجليزية)

## التعليم
تعلم في جامعة مانشستر.

## الأعمال

### أفلام
| السنة | العنوان                  | مخرج       | كاتب       | منتج      | ملاحظات |
| ----- | ------------------------ | ---------- | ---------- | --------- | ------- |
| 2002  | بعد 28 يوما              | لا         | نعم        | لا        |         |
| 2007  | ضوء الشمس                | لا         | نعم        | لا        |         |
| 2007  | بعد 28 أسبوعا            | لا         | Uncredited | Executive |         |
| 2010  | لا تدعني أذهب أبدا       | لا         | نعم        | Executive |         |
| 2012  | دريد                     | Uncredited | نعم        | نعم       |         |
| 2014  | إكس ماكينا               | نعم        | نعم        | لا        |         |
| 2018  | إبادة                    | نعم        | نعم        | لا        |         |
| 2022  | رجال                     | نعم        | نعم        | لا        |         |
| 2024  | حرب أهلية                | نعم        | نعم        | لا        |         |
| 2025  | حرب                      | نعم        | نعم        | لا        |         |
| 2025  | بعد 28 عاما              | لا         | نعم        | نعم       |         |
| 2026  | بعد 28 عاما: معبد العظام | لا         | نعم        | نعم       |         |

### تلفزيون
| السنة | العنوان | مخرج | كاتب | منتج | ملاحظات    |
| ----- | ------- | ---- | ---- | ---- | ---------- |
| 2020  | ديفس    | نعم  | نعم  | نعم  | أيضاً مبتكر |

## ألعاب االفيديو
- إنسليفد: أوديسي تو ذا ويست (2010), co-writer
- دي إم سي ديفل ماي كراي (2013), story supervisor

## وصلات خارجية
- أليكس غارلاند على موقع IMDb (الإنجليزية)
- أليكس غارلاند على موقع مونزينجر (الألمانية)
- أليكس غارلاند على موقع ألو سيني (الفرنسية)
- أليكس غارلاند على موقع أول موفي (الإنجليزية)
- أليكس غارلاند على موقع بوكس أوفيس موجو (الإنجليزية)
- أليكس غارلاند على موقع قاعدة بيانات الأفلام السويدية (السويدية)
- أليكس غارلاند على موقع قاعدة بيانات الفيلم (الإنجليزية)
- أليكس غارلاند على موقع كينوبويسك (الروسية)